# 단백질 복합체

키네신은 분자생물학적 기계로 기능하는 단백질 복합체이다. 키네신은 나노 스케일에서 단백질 도메인 동역학을 사용한다.

단백질 복합체(蛋白質複合體, 영어: protein complex)는 2개 이상의 연관된 폴리펩타이드로 구성된 복합체이다. 다중 단백질 복합체(多重蛋白質複合體, 영어: multiprotein complex)라고도 한다. 단백질 복합체는 다중 촉매 도메인이 단일 폴리펩타이드 사슬에서 발견되는 다중효소 복합체와 구별된다.

## 같이 보기
- 다중효소 복합체